# أشستان
أشستان هي قرية في مقاطعة أسكو، إيران. عدد سكان هذه القرية هو 146 في سنة 2006.